# Pave Damasus 1.
Pave Damasus 1. (ca. 305 – 384) var pave i perioden 366-384.
Damasus blev født på den iberiske halvø – det præcise sted hersker der usikkerhed om, idet tre forskellige steder nævnes (to byer i Portugal og en i Spanien). Området hørte under det Vestromerske rige, og Damasus' liv falder sammen med Konstantin den Stores vej til magten og genforeningen samt endnu en adskillelse mellem det Vest- og det Østromerske rige efter Konstantins død. Denne periode regnes som vigtig i den kristne historie, da Konstantin den Store gik over til denne religion og dermed legitimerede den som statsreligion i Romerriget.
Man ved, at Damasus steg i graderne via sit virke i Skt. Laurentius' kirke i Rom, og efter pave Liberius 1.'s død overtog han embedet i kølvandet på strid og vold. En gruppe af Damasus' støtter, der tidligere havde været loyale over for modpave Felix 2., angreb og dræbte rivaler, der støttede Liberius' diakon Ursinus i en opstand, der for at blive stoppet gjorde det nødvendigt for kejser Valentinian I at tage affære.
Damasus blev i begyndelsen af sin regeringstid anklaget for mord og utugt. Hvor berettigede disse anklager var, kan diskuteres, da de kan have været begrundet i den skismatiske konflikt med arianerne. Hans personlige problemer stod i kontrast til hans religiøse resultater, som omfattede genopbygningen af basilikaen San Lorenzo fuori le Mura, udpegningen af Hieronymus som sin personlige sekretær, frembringelsen af en latinsk standardoversættelse af Bibelen (ved Hieronymus' initiativ), kendt som Vulgata oversat fra den originale hebraiske udgave, der erstattede den tidligere anvendte Vetus Latina, som var oversat fra den græske Septuaginta, samt ledelsen af Rom-koncilet i 382, som ifølge den romersk-katolsk tradition samt Decretum Gelasianum fra det 6. århundrede først fastslog den stadig anvendte katolske kanoniske sammensætning af Bibelen.

## Tidligt livsforløb
Damasus var søn af Antonius, en præst fra San Lorenzo kirken i Rom. Hans mor hed Laurentia. Damasus blev opdraget som messedreng ved kirken.
I hans barndom kom Konstantin den Store til magten i det Vestromerske Rige. Denne udstedte Milano-ediktet i 313, som gav større trosfrihed for kristne i hele det romerske rige. En krise skabt af den østromerske kejser Licinius, der igen fjernede trosfriheden til fordel for ikke-kristne, betød borgerkrig i 324. Resultatet blev, at Konstantin fik kontrol over det nu genforenede Romerrige, og førte til, at kristendom fik fortrinsret som religion i Konstantinopel (kaldet Nova Roma) og i Rom, hvilket gav nye udfordringer for den romerske kirkes autoritet. Mens dette skete, var Damasus sandsynligvis i starten af tyverne.

## Opstigning i kirken
Da pave Liberius blev forvist af kejser Constantius II i 354, var Damasus ærkediakon i den romerske kirke og fulgte med Liberius i eksil, men vendte hurtigt tilbage til Rom. I tiden inden Liberius' vendte tilbage, havde Damasus stor andel i kirkens ledelse.

## Arvefølgekrisen
I den tidlige kirke blev en ny biskop af Rom (pave) valgt eller udpeget af præsteskabet og medlemmerne af bispedømmet i nærvær af andre biskopper fra provinsen, sådan som det skete i andre bispedømmer. Men mens dette virkede udmærket i et lille kristent samfund truet af forfølgelse, blev udpegningen af en ny biskop, efterhånden som menighedens størrelse voksede, belastet af splittelse med rivaliserende kandidater, herunder en vis klassebestemt fjendtlighed mellem patricier- og plebejerkandidater, der gjorde nogle pavevalg anspændte. Desuden mente kejserne i det 4. århundrede, at de skulle anerkende hver ny pave.
Ved Liberius' død 24. september 366 var der en fraktion, der støttede Ursinus, der havde virket som diakon for Liberius, mens en anden fraktion, der tidligere havde været loyale over for modpave Felix 2., nu støttede Damasus. Ursinus' støtter var diakoner og lægfolk, mens Damasus' støtte kom fra overklassen. De to blev valgt samtidig som pave i en oprørsk stemning. De to parters støtter var allerede stødt sammen i starten af oktober i en så ond stemning og med så megen blodsudgydelse, at byens to præfekter blev bedt om at genskabe roen. Efter at dette i starten mislykkedes, hvor præfekternes folk var blevet drevet tilbage til forstæderne og en massakre med 137 døde fandt sted i Sicininus-basilikaen (ifølge Ammianus Marcellinus), forviste præfekterne Ursinus til Gallien. Da denne senere vendte tilbage, blussede voldshandlingerne op igen og fortsatte, også efter at Ursinus igen blev forvist.
Kirkehistorikere som Hieronymus og Rufinus har forsvaret Damasus. Ved en synode i 378 blev Ursinus fordømt, mens Damasus blev frifundet for ansvar for volden og erklæret som den rette pave. Ursinus fortsatte med at intrigere mod Damasus de næste par år, og ved Damasus' død forsøgte han igen at fremsætte sit krav om at blive pave, igen uden heldt. Ursinus var på ariansk side i Milano ifølge Skt. Ambrosius. 
Spliden nåede sit højdepunkt med optøjer, som førte til en tredages massakre og en sjælden indgriben fra kejser Valentinian I for at genskabe offentlig ro. Damasus herskede, men kun med byens præfekts støtte. Da han sad sikkert på posten, gik hans folk til angreb på Ursinus og hans tilbageværende støtter, som søgte tilflugt i Santa Maria Maggiore-basilikaen, hvilket resulterede i en massakre på 137 af Ursinus' støtter. Damasus blev også beskyldt for mordene foran en senere præfekt, men hans rige venner bevirkede kejserens personlige intervention for at redde ham fra denne ydmygelse. Imidlertid gav disse upassende hændelser både Damasus' og den romerske kirkes rygte et alvorligt knæk.

## Beskyldninger for manglende moral
Både i hedenske og kristne kredse var der folk, der betragtede Damasus som en mand, hvis jordiske ambitioner gik forud for hans religiøse bekymringer. Hans fester var berygtede for ødselhed. Prætextatus, en velbeslået aristokrat og ypperstepræst i kulterne for flere guder, siges at have spøgt over for Damasus: "Gør mig til biskop i Rom, og jeg skal nok blive kristen." Nogle af Damasus' kritikere kaldte ham "kvindernes øre-kildrer".
I Katolsk Encyklopædi hedder det: "En beskyldning om utugt blev fremlagt mod ham (378) ved domstolen, men han blev renset af selveste kejser Gratian og igen ved en synode i Rom af fireogfyrre biskopper (Liber Pontificalis), som også ekskommunikerede hans anklagere" .

## Forbindelse med Hieronymus og forsvaret af kirken mod splittelse
Damasus var aktiv forsvarer af den romerske kirke i truslen mod skisma. I to romerske synoder (368 og 369) fordømte han apollinarianismen og makedonianismen og sendte budskaber til det første koncil i Konstantinopel, som blev afholdt i 381, om at komme disse kætterier til livs.
Damasus udpegede kirkehistorikeren Hieronymus, som ligeledes kom til at fungere som en nærtstillet sekretær for ham. I Hieronymus' brev fra 409 noterer han: "For mange år siden hjalp jeg Damasus, biskop af Rom, med den kirkelige korrespondance og med at skrive hans svar på spørgsmål, som koncilerne i øst og vest sendte ham." Hieronymus tilbragte tre år (382-385) i Rom i nært samarbejde med pave Damasus og andre kristne ledere. Han blev i første omgang inviteret til en synode i 382 afholdt for at afslutte skismaet i Antiokia, og her gjorde han sig uundværlig for paven, hvorpå han blev fast mand i dennes konciler.
Damasus opmuntrede den højt respekterede lærde mand at revidere de anvendte versioner af Bibelen på oldlatin til en mere nøjagtig udgave på latin på basis af det græske ny testamente og Septuaginta for at gøre en ende på de markante forskelle, der var på de tekster, der blev brugt på den tid. Hans arbejde resulterede i Vulgata. Hieronymus skriver en kort tilegnelse til Damasus i De viris illustribus skrevet efter Damasus' død: "Han havde et glimrende talent for at skrive vers og publicerede mange små værker i heroiske metre. Han døde som næsten firsårig, mens Theodosius var kejser."

## Forbinder romersk storhed med kristendom
Damasus bidrog også i høj grad til de liturgiske og æstetiske udsmykninger af byens kirker. Han ansatte en kalligraf, Dionysius Philocalus, til at forsyne martyrerne og de romerske biskoppers grave med epigrammer.
Disse ceremonielle forskønnelser og den vægt, han lagde på romernes arv efter Peter og Paulus til den romerske overklasse, tilsagde dem, at den romerske storhed var knyttet til kristendommen, ikke hedenskaben. Dette gjorde det mere socialt acceptabelt for overklassen at konvertere til kristendommen. Det var ofte familiernes kvinder, der var først til at frasige sig ikke-kristne skikke, mens mændene havde en tendens til at holde fast i disse længere med generelt mere konservative syn på rigets storhed.

## Kejser Gratian
Kejser Gratians regeringstid under Damasus pavedømme udgør en vigtig epoke i den kristne historie, idet det var i den periode (359-383), at ortodoks kristendom for første gang blev dominerende i riget. Under påvirkning af Skt. Ambrosius forbød Gratian udøvelsen af ikke-kristne ritualer i Rom, nægtede at bære pontifex maximus-insignierne som upassende for en kristen, fjernede sejrsalteret i det romerske senat trods protester fra de ikke-kristne medlemmer af senatet og konfiskerede fortjenesten herved, forbød testamentering af fast ejendom til vestalinderne samt ophævede øvrige privilegier til disse samt til ypperstepræsterne.

## Relationer til andre kirker
Den østlige kirke i skikkelse af Basilios den Store fra Cæsarea bønfaldt Damasus inderligt om hjælp og opmuntring i kampen mod enhver kætteri og især mod den fremstormende arianisme. Damasus nærede imidlertid en vis uvilje mod den store kappadokiske teolog. 
I sagen om skismaet med Meletius af Antiokia tog Damasus sammen med Athanasius og Peter 2. parti for Paulinus, som de mente mere oprigtigt repræsenterede den nikæiske ortodoksi mod Flavian 1. af Antioch som ny biskop efter Meletius. 
Han støttede appellen fra de kristne senatorer til kejser Gratian om at fjerne sejrsalteret fra senatet, og han levede længe nok til at modtage det berømte edikt fra Theodosius 1. den Store, "De fide Catholica" (27 februar 380), der proklamerede, at den romerske statsreligion byggede på den doktrin, som Skt. Peter havde prædiket for romerne, og for hvilken Damasus var overhoved. 
Under hans pavedømme måtte Peter 2. en overgang søge tilflugt i Rom fra arianske forfølgelser, og her blev han modtaget af pave Damasus, der sympatiserede med ham og støttede ham mod arianerne. Dette genoprettede forbindelserne mellem den romerske kirke og kirken i Antiokia, som støttede kirken i Alexandria.

## Helligelse af Skt. Laurentius
Damasus lod genopbygge eller reparere en kirke opkaldt efter Skt. Laurentius, kendt som San Lorenzo fuori le Mura ("Skt. Laurentius uden for murene"), som fra det 7. århundrede blev et vigtigt stop på rejsendes valfart til de romerske martyrers grave.
Damasus' helligelse af den romerske martyr støttes af traditionen, ifølge hvilke paven byggede en kirke viet til Laurentius i sit eget hus, San Lorenzo in Damaso.

## Breve fra Hieronymus til Damasus
Brevene fra Hieronymus til Damasus har nogle gange blevet anført som eksempler på pavesædets overherredømme (om end der er tvivl om, hvor vidt brevene faktisk er skrevet af Hieronymus):
... Selv om Deres storhed slår mig med frygt, tiltrækker Deres godhed mig. Fra præsten kræver jeg offerets forvaring, fra hyrden beskyttelse af fårene. Lad al overmodighed fare; lad den romerske stats majestæt trække sig. Mine ord er sagt til efterfølgeren af fiskeren, til korsets discipel. Da jeg ikke anerkender andre ledestjerner end Kristus, går jeg ikke til alteret andre steder end hos Deres lyksalighed, der findes i Peters sæde. For det, ved jeg, er den klippe, hvorpå kirken er bygget! Dette er huset, hvor alene påskelammet rigtigt kan spises. Dette er Noas ark, og den, der ikke er om bord, skal drukne, når oversvømmelsen kommer. Men da jeg for mine synders skyld har begivet mig til denne ørken, der befinder sig mellem Syrien og de uciviliserede områder, kan jeg ikke på grund af den store afstand mellem os altid udbede mig Herrens velsignelse af Deres Hellighed. Derfor må jeg her adlyde de egyptiske skriftefædre, der deler Deres tro, og forankre mine skrøbelige evner hos deres store skibe. I kender ikke til Vitalis; jeg fornægter Meletius; jeg har intet at gøre med Paulinus. Den, der ikke samler sig med Dem, så splid.; han, der ikke er med Kristus, er med Antikristus.
Brev fra Hieronymus til pave Damasus (376). 